# De Vlijt (Geffen)
De Vlijt is een molen in Geffen. Geffen heeft nog een tweede molen, de Zeldenrust.
Het oorspronkelijke bouwjaar is 1685, toen de molen werd geplaatst in Boxtel. Rond 1875 is de molen verplaatst naar Geffen. In 1976 heeft hij binnen Geffen zijn huidige plaats gekregen aan de Groenstraat en hij is toen gerestaureerd.

De Vlijt is een gesloten standerdmolen met een vlucht van 25,20 meter. De 5,45 m lange, gietijzeren bovenas is in 1861 gegoten door de firma H. Hartogh Heysj te Delft en in 1902 in de molen geplaatst. De kast is lichtgeel geverfd met een groen front en de kap is gedekt met dakleer. De luikap bestaat uit de doorlopende kapspits. In de luikap zit de as van het luiwerk. Het luiwerk wordt aangedreven door een op de bovenas zittend luiwiel. Ook zit er in de molen een gaffelwiel voor het handmatig opluien en afschieten (laten zakken).
De molen heeft een kruibank met windkoppel voor het op de wind zetten van het gevlucht. De kruibank wordt ondersteund door een dommekracht.
De molen heeft voor het vangen een vangtrommel. De vang is een scharnierende Vlaamse vang.
De molen werd vroeger gebruikt voor het malen van graan. Anno 2005 is de molen niet meer in bedrijf, maar wel maalvaardig. Er is een voor- en een achtermolen. De voormolen heeft een koppel 17der (150 cm doorsnede) kunststenen en de achtermolen een koppel 16der (140 cm doorsnede) blauwe stenen.
De molen heeft een grote landschappelijke waarde, doordat hij vrij in het veld staat en van veraf dus goed zichtbaar is, en zodoende ook een goede windvang heeft. Tegelijk is de molen beeldbepalend. Eigenaar van de molen is de Gemeente Oss.

## Overbrengingen
- De overbrengingsverhouding van de voormolen is 1 : 5,36. Van de achtermolen is dat 1 : 4,40.
- Het bovenwiel heeft voor de aandrijving van de voormolen 75 kammen en voor de achtermolen een tandkrans met 66 kammen.
- Het steenrondsel van de voormolen heeft 14 staven en een steek van 12 cm.
- Het steenrondsel van de achtermolen heeft 15 staven en een steek van 12,5 cm.

## Eigenaren
- 1685 - ... :
- ... - .... : Gebroeders De Kinderen
- ... - 2015: Gemeente Maasdonk
- 2015 - ...: Gemeente Oss

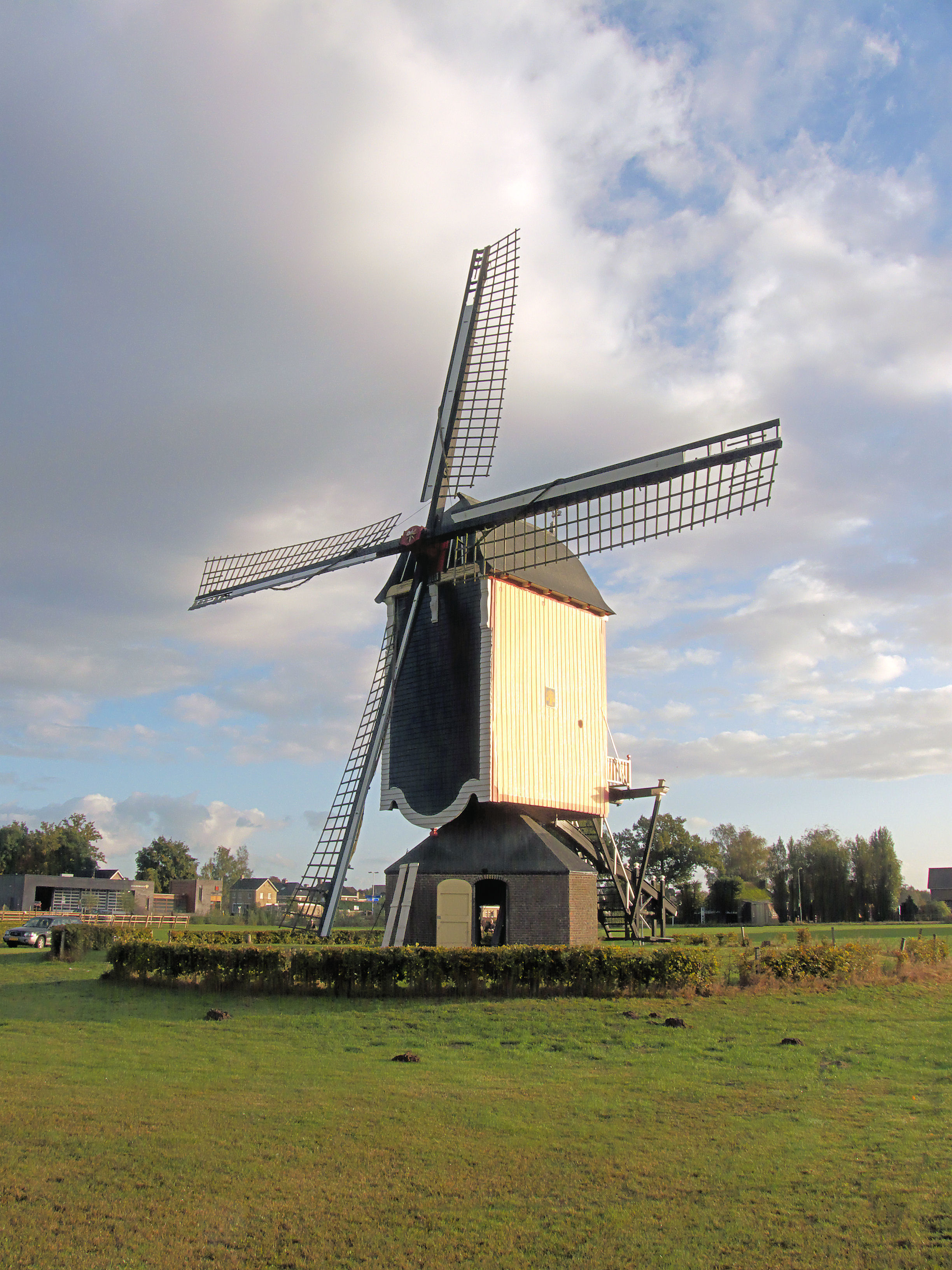
Oktober 2009
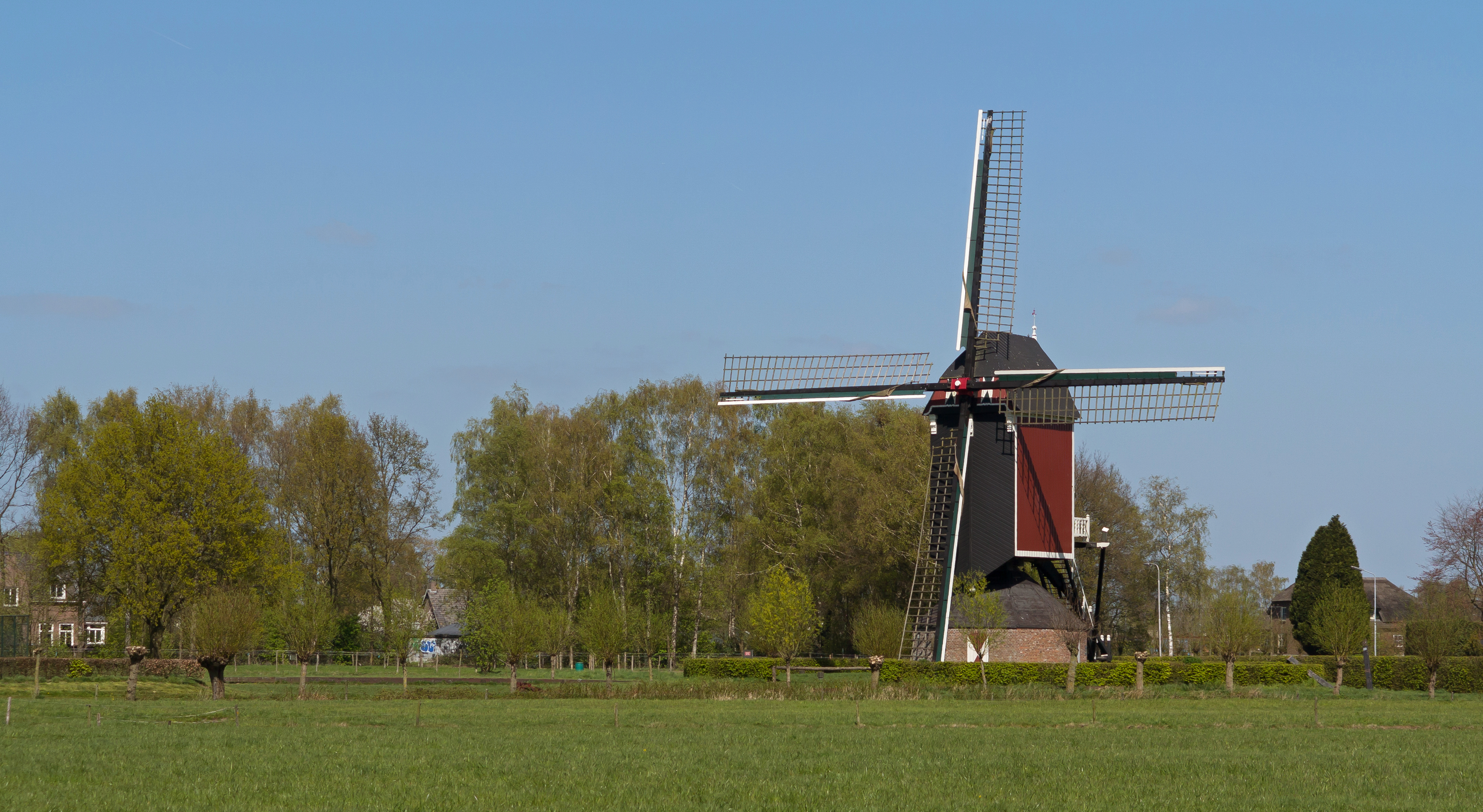
April 2016
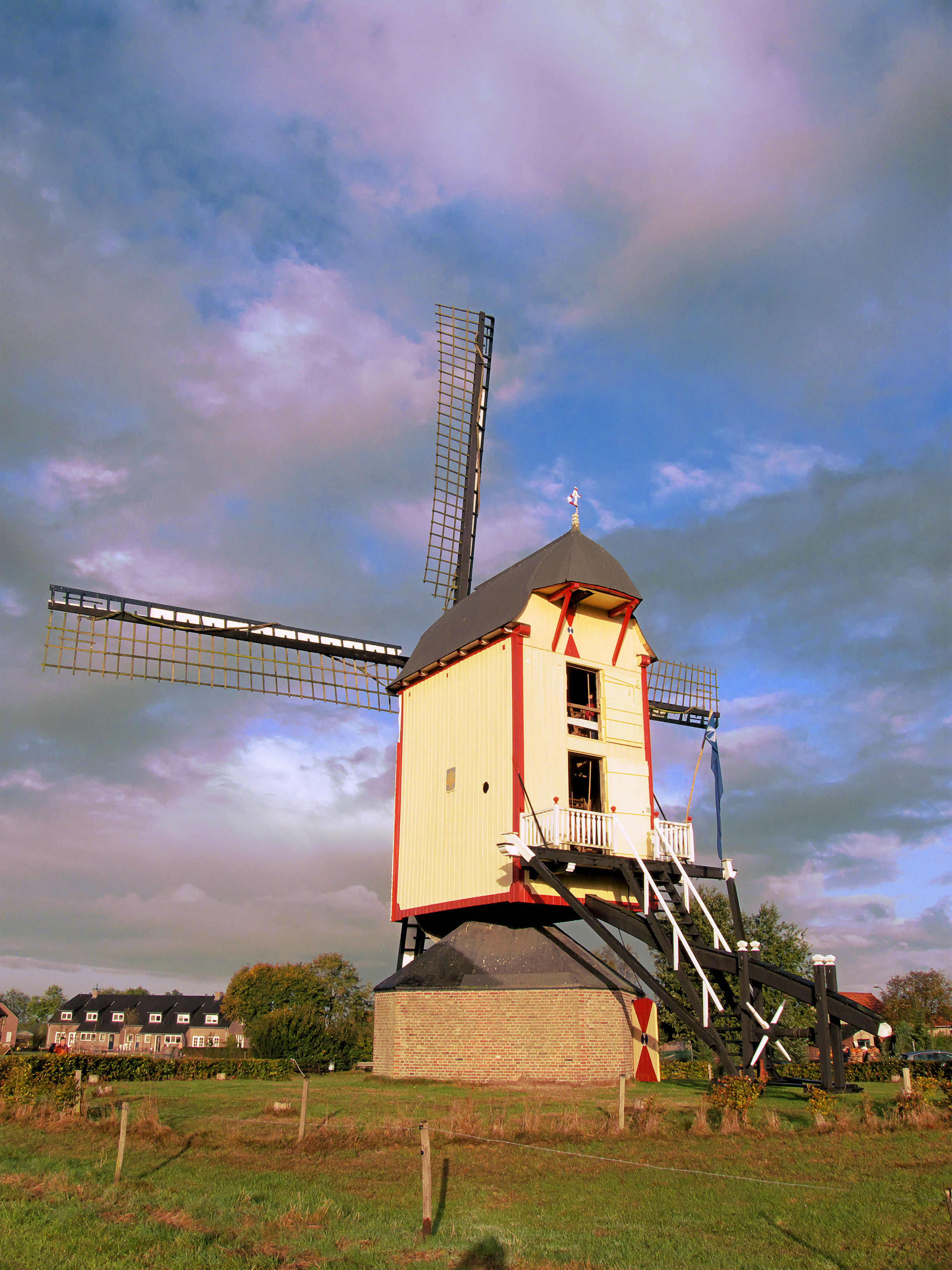
Trapzijde
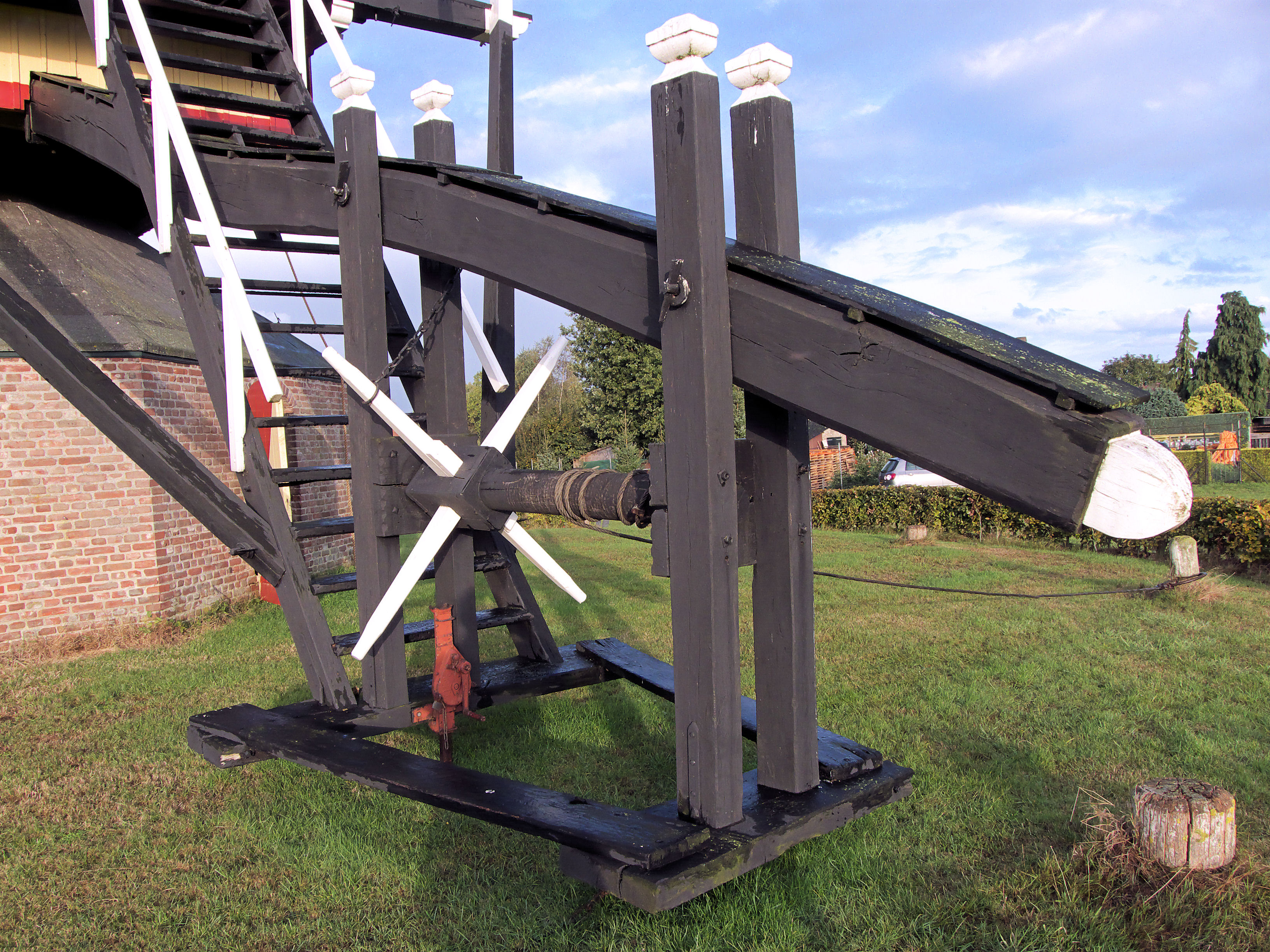
Kruibank met windkoppel
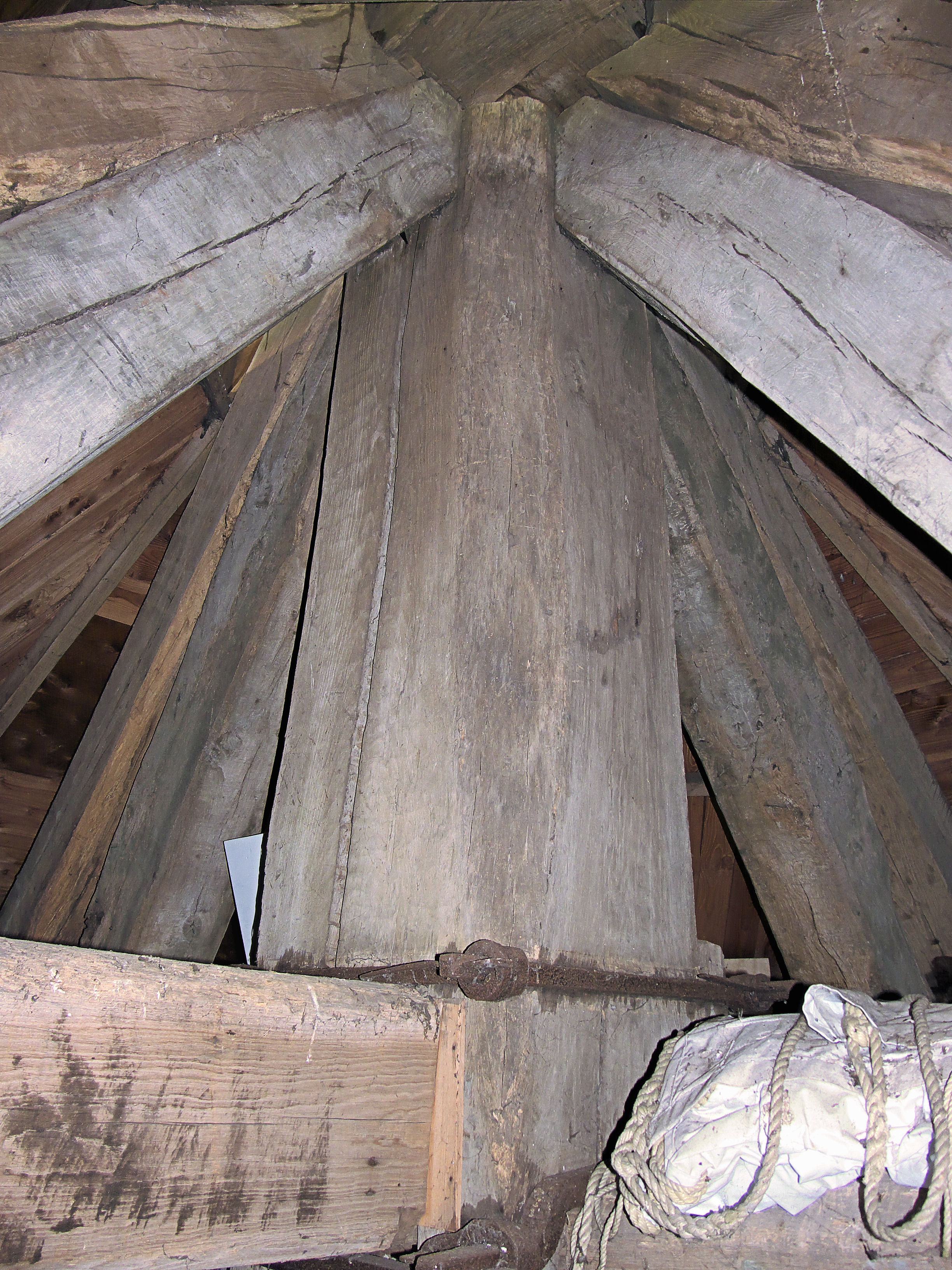
Standerd met steekbanden
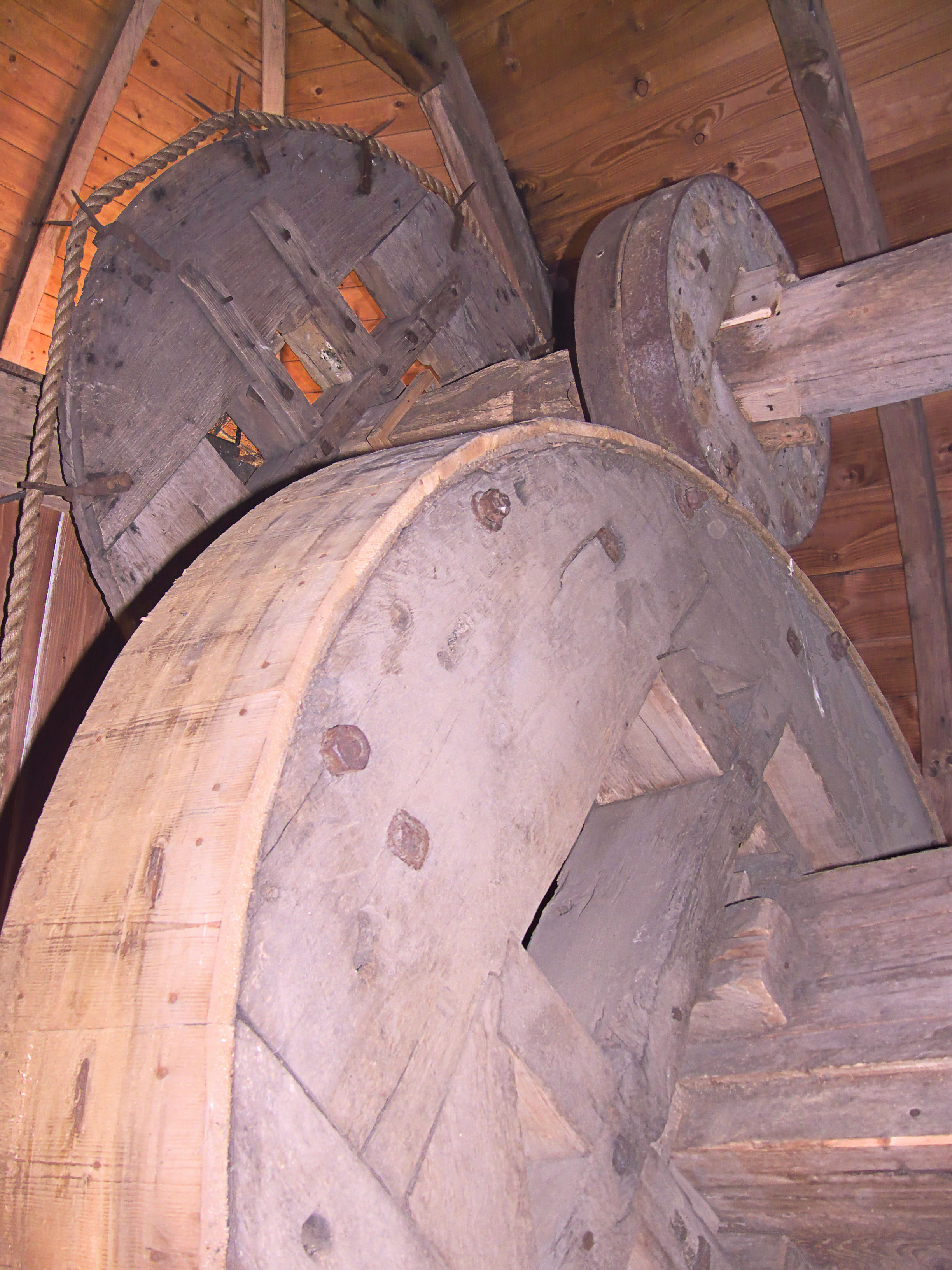
Luiwerk
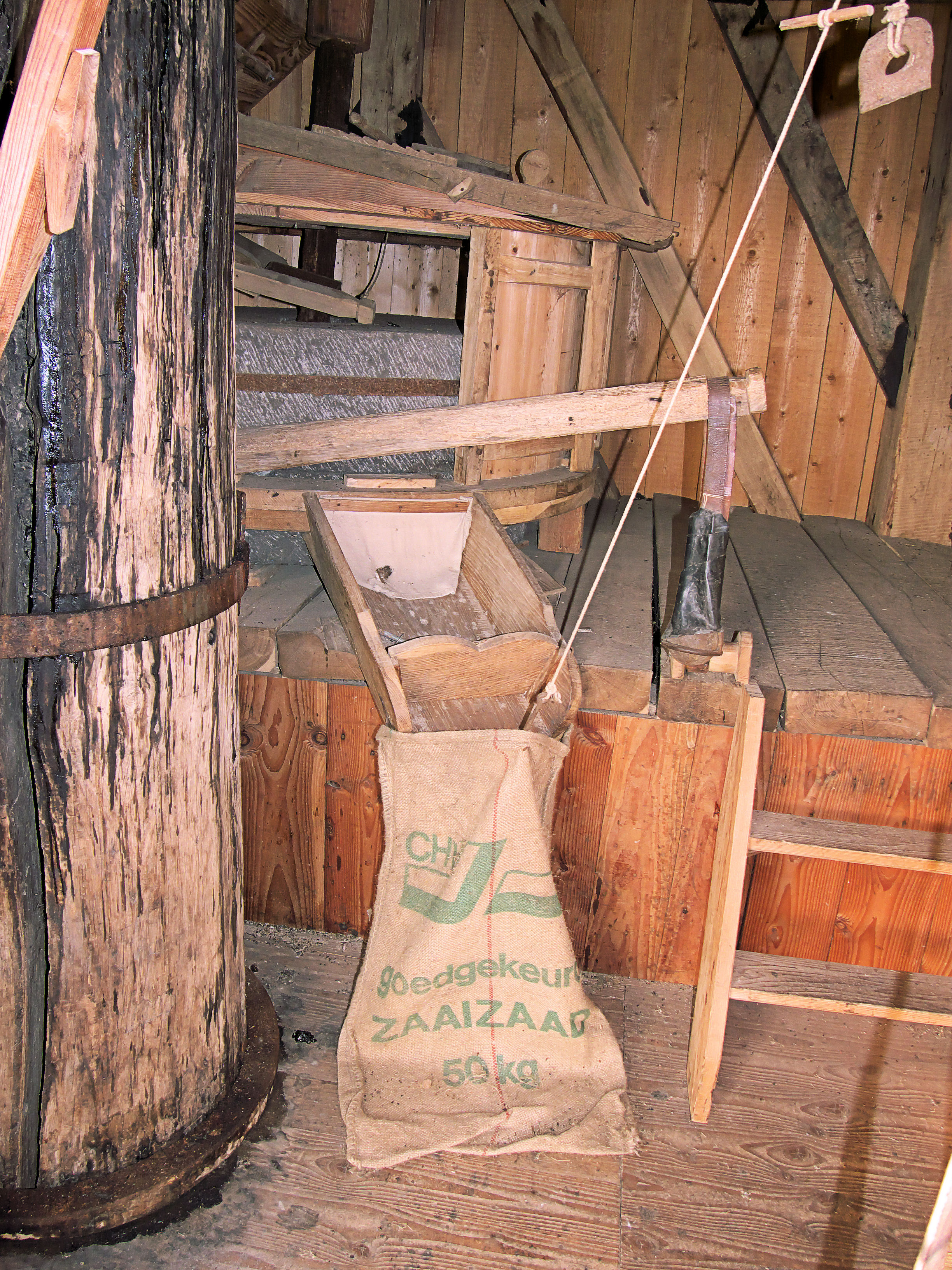
Achtermolen
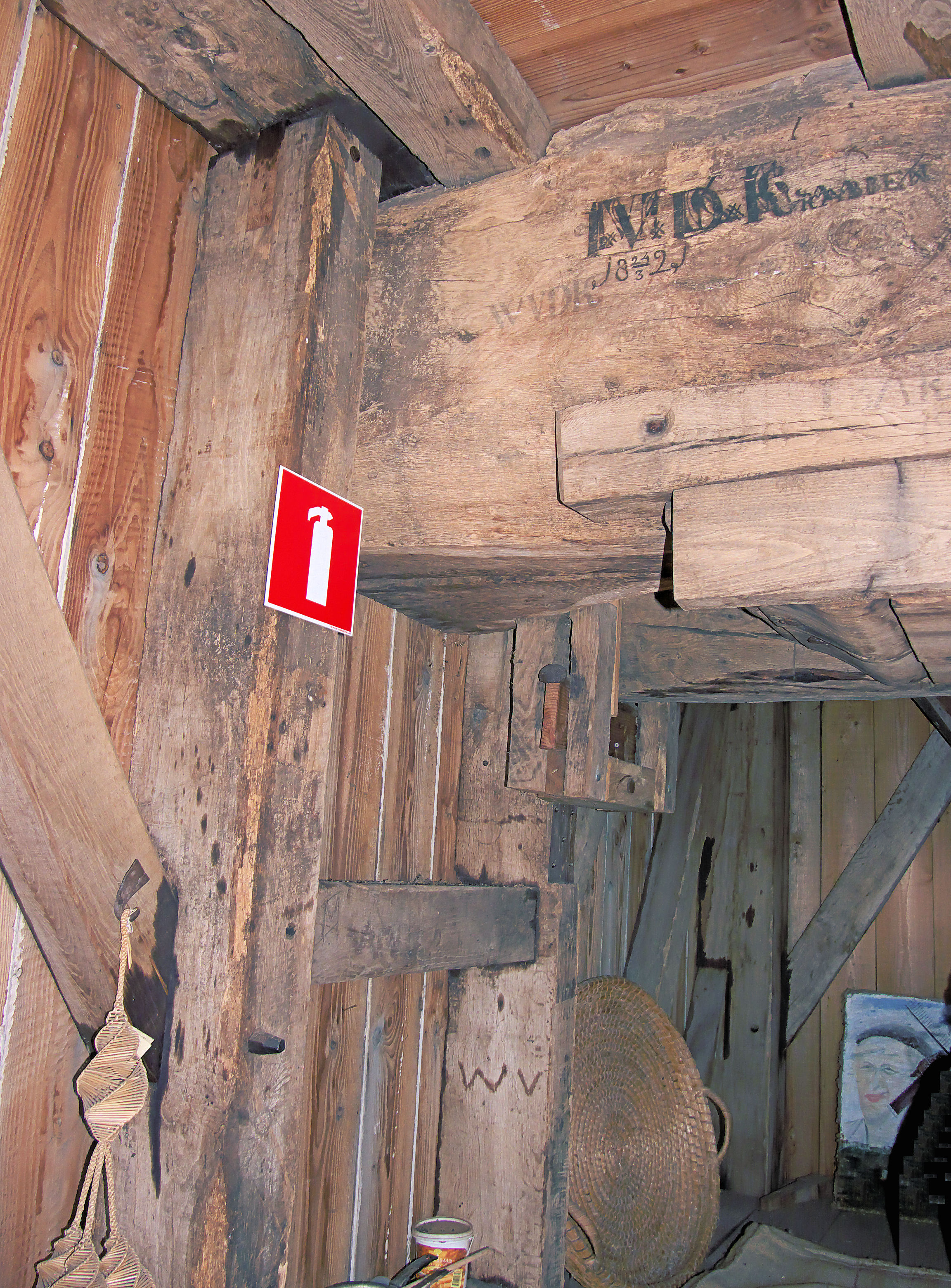
Inscriptie op steenbalk: V.D. Krabben 1821
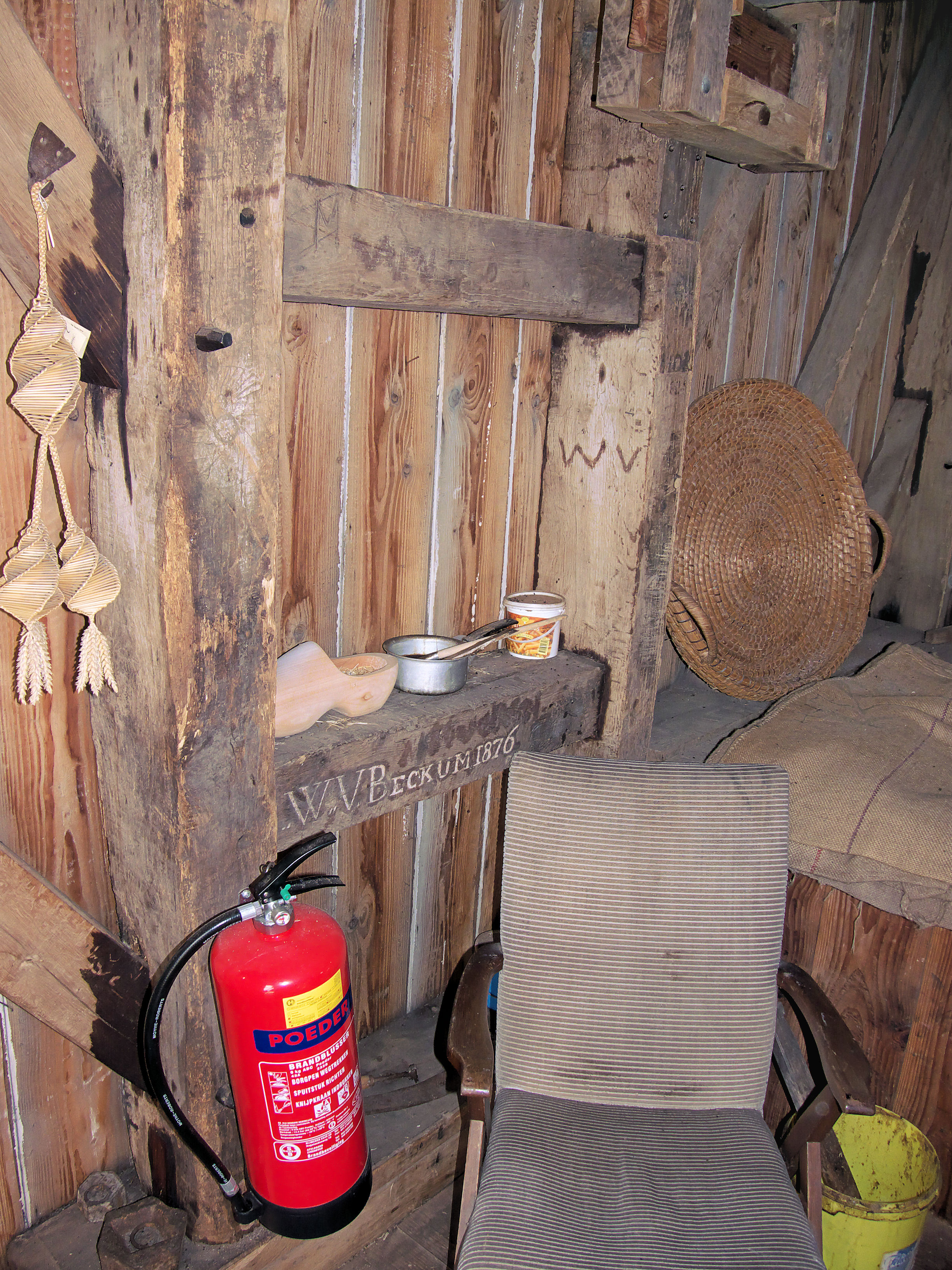
Inscriptie op regel spoorstijlen: W.V. Beckum 1876